# Мостицька (станція метро)
«Мости́цька» — станція метро Сирецько-Печерської лінії Київського метрополітену, яка будується. Вона буде розташована між станціями «Сирець» та «Варшавська», під перехрестям вулиць Віктора Некрасова, Білицької та Межової. 
Назва станції — від розташованого у 2-х км Мостицького житлового масиву.

## Історія будівництва
Вперше «метро на Виноградар» з‘явилося на схемах ще у радянські часи. Але всерйоз про будівництво станцій почали говорити лише у 2012, після закінчення спорудження метро на Теремки. Вперше кошти було витрачено 17 жовтня 2016 року при початку проектування будівництва.

### Початок будівництва (2018-2021)
У жовтні 2017 року опубліковано проєктні рендери станції
19 січня 2018 року оголошено тендер на будівництво станції. Переможцем торгів стало ПАТ «Київметробуд». За планом станція має бути мілкого закладення з острівною платформою.
У лютому 2019 року почались облаштування будівельних майданчиків поряд з майбутньою станцією. Станом на 16 вересня 2021 року правий перегінний тунель до станції «Сирець» пройдено повністю. Деталі тунелепрохідницького щита повернені на монтажно-щитову камеру поблизу майбутньої станції «Мостицька». Втім наразі будівництво практично стоїть на місці.
Наприклад, ділянка в 1,5 км від Північно-Сирецької вулиці до проспекту Правди, яка має споруджуватися відкритим способом (котловани), не будується ще з середини грудня 2020 року.
З початком повномасштабного вторгнення роботи припинилися та їх відновлення було відкладено на невідомий строк. Закінчити будівництво мали ще 26 листопада 2021 року. 

### Після припинення робіт (2023)
З лютого 2023 року будівництво станції було поновлене. У квітні мер Києва повідомив, що станцію відкриють в 2024 році, але вже влітку будівництво знову зупинили з обіцянкою відновлення у вересні, чого не відбулося. 
2 листопада 2023 року директор метрополітену Брагінський повідомив що роботи не проводяться з приводу коригування проєкту і станція буде відкрита до кінця 2024 року.
У грудні 2023 року КП «Київський метрополітен» розірвав договір на будівництво метро на Виноградар і оголосив новий тендер. Київметробуд має повернути 4 млрд гривень авансом.

### Відновлення будівництва (з 2024)
У січні 2024 року директор метрополітену Брагінський знову повідомив, що будівництво метро на Виноградарі може розпочатися в 2024 році після двох місяців на завершення процедури торгів. Після чого потрібен місяць на підготовку всіх майданчиків для будівництва та місяць, щоб розпочати саме будівництво. Таким чином, відновлення будівництва мало розпочатися не раніше травня 2024 року. А самі станції, з його слів, мали відкритися в 2025—2026 роках.
У березні 2024 року мер Києва Віталій Кличко повідомив що найближчим часом буде проведено новий тендер на будівництво станції.
У травні 2024 року тендер призупинили і відновлення будівництва метро вкотре відклали на невизначений термін.
У червні з'явилася інформація що будівництво блокують підсанкційний російський олігарх Фукс та народний депутат IV–VIII скликань Хомутиннік. Попередній підрядник, компанія Київметробуд, отримала 4 млрд грн передплати. Але робіт виконали заледве на третину цієї суми.
ГК «Автострада» 12 липня 2024 року виграла тендер з будівництва метро на Виноградар і планує вийти на повний темп робіт в 2025 році.
Уже в серпні повідомили що «Автострада» не може прогнозувати відкриття станцій у 2027 році, але за планами вони повинні вже в жовтні почати активну фазу робіт, строк виконання яких складає 30 місяців. Зараз тривають підготовчі роботи. Вони будуть виконуватись протягом цього року і до середини 2025. Засновник компанії повідомляє, що з будівництвом метро на Виноградар є багато проблем, бо не була проведена належна консервація, тому доведеться багато перероблювати.
8 листопада 2024 року «Автострада» повідомила про відновлення будівництва метро на Виноградар. Буде продовжене спорудження двоярусного прямокутного монолітного тунелю. Наразі на цьому майданчику розпочалися роботи у котловані та монтаж системи кріплень для подальшого будівництва. До станції «Мостицька» тунель прокладатимуть закритим способом, а від «Мостицької» до Варшавської застосують відкритий спосіб. На будівництво виділили 30 мільйонів гривень. Очікувалося, що кінцевий термін введення нових станцій в експлуатацію — кінець 2026 року.
29 листопада 2024 «Автострада» – узгодили продовження термінів виконання робіт на чотири місяці – до травня 2027 року.
12 грудня 2024 повідомили що метро повинні запустити за 2.5 року, таким чином крайній термін закінчення будівництва — літо 2027. Зараз роботи ведуться одразу на багатьох будівельних майданчиках. Зокрема роботи виконуються: зі спорудження шахтного стовбура над тунелем глибокого закладення “Сирець”- “Мостицька”, на майданчику з дворівневими тунелями “Мостицька” - “Варшавська”, на оборотному тупику (“Варшавська”).
З 5 квітня 2025 по 5 квітня 2026 року перекрито рух частиною Проспекта Європейського Союзу в зв'язку з будівництвом метро.